# Ordre social
L'ordre social est un concept fondamental en sociologie. Selon le dictionnaire Merriam-Webster, l'ordre social désigne tout ou partie des interactions sociales dans une société,.

## Définition
De façon vulgarisée, l'ordre social fait référence à comment diverses composantes sociales s'aident l'une l'autre et maintiennent un statu quo. Ces composantes peuvent inclure :
- structure sociale ;
- Institution sociale ;
- relation sociale ;
- interaction sociale ;
- comportement social ;

ainsi que des éléments culturels comme les normes sociales, les valeurs et les croyances.